# 大米龍雲連続殺人事件
大米龍雲連続殺人事件（おおよねりゅううんれんぞくさつじんじけん）とは、大正時代に発生した連続強姦強盗殺人事件である。被害者の多くが尼僧であったことから、報道では「殺尼魔」などと呼ばれた。

## 本人歴
「警視庁史」によれば、犯人は1872年に東京・浅草の質屋に生まれたが、両親と幼少の時に死に別れ、7歳の時に大分県の寺院に預けられ、そこの住職の大米龍元の元で修行し「龍雲」の法名を授かったが、1890年に住職が死去し寺を出て熊本県の柔道道場に内弟子として入門し、柔道三段を取得。1894年に勃発した日清戦争では軍夫に志願したが、地雷による負傷で鼻柱を失い醜い容貌となった。その後静岡県島田町で寺を構えたが、やがて出奔し各地を放浪したという。
破れた法衣をまとった流れ坊主となった大米は放浪の中で数々の強盗事件や窃盗事件を起こし、入出獄を繰り返していたが、三重県安濃津監獄で懲役4年を刑期を終え1913年1月4日に出獄後、犯行が凶悪化した。

## 殺尼魔
出獄後の大米の犯行は凶悪なもので、主に尼寺に押し込んで尼僧を陵辱してから金品を奪い、場合によっては犯行を隠す為に殺害し、放火するという残虐なものであった。司法によって認定された一連の犯行は、強盗殺人3件、強盗強姦5件、強盗7件、窃盗9件であるが、実際の殺人や強姦の被害者は相当数だという。強姦被害者の多くは尼僧であったが、中には一般女性や巫女までいたほか、老若関係なくその被害にあった。犠牲者の中には襲われて驚きの声を上げたところ、舌を手で引き抜かれ殺害された者もいたという。
なお主な犯行として次のようなものがあるという。
- 1905年　兵庫県尼崎市で72歳の尼僧を殺害し24円を強奪[3]。
- 1913年4月　神奈川県小田原で60歳の尼僧を騙し強姦のうえで、海に突き落とし殺害。200円の貯金通帳と現金を強奪。手に入れた現金はすべて神戸・福原遊郭で使い果たした[3]。
- 1913年夏　兵庫県神戸市の波止場で25、26歳の男性を喧嘩の上、殺害[3]。
- 1913年秋　福岡市の民家に押し入り、飲食店経営の女性を強姦。この女性を内縁の妻とした[3]。
- 1914年夏　上京し、京橋で間借りしそこを拠点に各地で尼寺の強盗窃盗を繰り返すようになる。
- 1914年9月5日　京都市の58歳の尼寺庵主を舌を引き抜いて殺害[要出典]。
- 1914年10月29日　東京府豊多摩郡戸塚町で72歳の尼僧を殺害[3]。
- 1914年11月11日　鎌倉市の尼寺に忍び込み、庵主を殴りつけ、現金20円と衣類数点を奪って逃走。
- 1915年1月27日　鎌倉市で21歳の尼僧を殺害[3]。
- 1915年7月18日　杉並村阿佐ヶ谷で69歳の尼僧を強姦、金品を強奪、尼僧の証言により年齢、身長、鼻筋が欠けている容疑者像が明らかとなる[3]。

このように東京から京阪神まで各地で犯行を重ねたにもかかわらず逮捕されなかったのは変名を使い分けていたためだという。警察は「尼僧四十余名を辱めたる兇漢」として別人を誤認逮捕したこともあった。

## 逮捕と死刑執行
大米は、1915年8月8日に福岡市の博多駅で逮捕された。この時、前述の「内妻」とともに九州へ高飛びしたという情報により警官が張り込んでいたため、チッキ（鉄道小荷物）を受け取って荷車に積んでいる大米を、激しい抵抗を受けながらも取り押さえた。
1916年5月22日に東京地方裁判所で死刑が言い渡されたが、大米は裁判官に対し「面倒くせえから、さっぱりやってもらいやしょうぜ。なあに死刑のほうがさっぱりしてようがさあ」といったという。
6月26日に東京監獄（現在の新宿区富久町に所在）で死刑が執行された。当時の看守によれば、供物の饅頭とお茶を平らげ、さらには煙草を吸わせろと要求し、煙草を吸わせてもらったという。そのうえで「永えこと吸わねえもんだから、畜生ッ、頭がクラクラしやがらア。さあ。やって貰はうか」と堂々とした態度であったという。なお、大米最期の言葉は、看守が死刑囚の目隠しをしようとした際に「止せやいッ。クタばっちまえばどうせ何も見えねえんだ」であったという。